# Firmiana
Firmiana es un género con 163 especies de árboles y arbustos, en su mayor parte de hoja caduca, que se cultivan por su atractivo follaje y para dar sombra, perteneciente a la familia Malvaceae. Es originario de Centroamérica. Fue descrito por Giovanni M. Marsili y publicado en  Saggi scientifici e letterarj dell' accademia di Padova 1: 115-116, en el año 1786. La especie tipo es Firmiana platanifolia (L.f.) Marsili.

## Etimología
Este género fue bautizado en el siglo XVIII en honor del mecenas del Jardín botánico de Padua, Karl Josef von Firmian.

## Especies seleccionadas
- Firmiana affinis Terrac.
- Firmiana barteri Schum.
- Firmiana borneensis Merr.
- Firmiana bracteata A.DC.
- Firmiana chinensis Medik. ex Steud.
- Firmiana kerri (Craib) Kosterm.
- Firmiana subglabra (V.Abraham & Dutt) Kosterm.
- Firmiana simplex